# Miguel António de Melo
Miguel António de Melo e Abreu Soares de Brito Barbosa Palha de Vasconcelos Guedes (Lisboa,[carece de fontes?] 25 de Dezembro de 1766 — Lisboa,[carece de fontes?] 7 de Agosto de 1836) foi um nobre e administrador colonial português. 1.º Conde de Murça, foi Moço Fidalgo da Casa Real com exercício no Paço, 14.º Senhor de Murça, Torre de D. Chama, Água Revez e Brunhais de juro e herdade e 1.º Conde de Murça, Senhor de Castro Daire, Senhor do Morgado da Fonte Boa, Senhor do Morgado de Vilar da Ordem, Senhor do Morgado de Nossa Senhora da Ajuda de Sameice, Senhor do Morgado da Quinta de Nespereira, Senhor do Morgado da Figueira, Comendador de Santa Maria de Freixas na Ordem de Nosso Senhor Jesus Cristo e Sócio Honorário da Academia Real das Ciências de Lisboa. Exerceu diversos cargos políticos, entre os quais o de Governador e Capitão-General de Angola, 5.º Governador e Capitão-General dos Açores, Membro da Comissão nomeada por D. João VI de Portugal para estudar um projecto de Constituição para Portugal, Ministro das Finanças e Par do Reino.

## Biografia
Nasceu na freguesia da Pena, filho de D. João Domingos de Melo e Abreu Soares Barbosa Palha, 13.º Senhor de Murça, Torre de D. Chama, Água Revez e Brunhais de juro e herdade e 1.º Conde de Murça, Senhor de Castro Daire, Senhor do Morgado da Fonte Boa, Senhor do Morgado de Vilar da Ordem, Senhor do Morgado de Nossa Senhora da Ajuda de Sameice, Senhor do Morgado da Quinta de Nespereira, Senhor do Morgado da Figueira, e de sua mulher D. Joaquina Mariana de Noronha, sobrinha paterna do 4.º Marquês de Marialva, 6.º Conde de Cantanhede, uma família da primeira nobreza ligada à melhor aristocracia portuguesa.  Seu pai era descendente da família dos Guedes (Vaz Guedes), da vila de Murça na província de Trás-os-Montes, de que eram senhores desde o século XIV, o que explica o título de conde de Murça que depois lhe foi conferido.
No ano de 1781 obteve alvará de moço fidalgo com exercício no Paço e em 1795 a carta de Conselho, passando a usar o título de pertencer ao conselho de D. Maria I de Portugal. 
Entre 1797 a 1802 foi governador e capitão general de Angola. Depois de uma viagem que o levou a escalar a cidade de Salvador da Baía, chegou a Luanda em 28 de Julho de 1797 e tomou posse do cargo em 1 de Agosto daquele ano.
Como governador de Angola deixou uma obra apreciável, onde se inclui a construção do palácio do governador em Luanda e a instalação, em Calumbo, de um forno de experiência para aproveitar o minério de ferro proveniente das jazidas de Golungo, iniciando a extracção daquele minério em Angola. Também se interessou pela educação em Angola e pelas questões da missionação católica, solicitando várias providências nesta matéria, entre as quais a extinção da Junta das Missões, criada em Angola pela carta régia de 18 de Março de 1693, por a considerar inoperante e desnecessária. Propôs medidas para atrair mais religiosos, entre as quais que os párocos do sertão fossem pagos pela Real Fazenda sem necessidade de apresentarem atestados passados pelos capitães-mores.
Quando em 1797 fez escala em Salvador da Baía, como era comum na época, na sua viagem entre Lisboa e Luanda. Com as observações que realizou durante a sua curta estadia em Salvador, redigiu uma memória que depois seria intitulada Informaçam da Bahia de Todos os Santos. A Informaçam, contida num manuscrito com 9 páginas, revela um agudo senso de observação e um desenvolvido espírito crítico que coloca o seu autor entre os ilustrados do Século das Luzes português.
Em 1800 recebeu carta patente do cargo de governador de Pernambuco, mas não chegou a assumir o cargo, tendo permanecido em Luanda no exercício das funções de governador e capitão general de Angola. O seu mandato terminou a 24 de Agosto de 1802, data em que deu posse do governo de Angola a Fernando António Soares de Noronha, que além de seu sucessor era seu tio, retornando de imediato a Lisboa.
Durante a Guerra Peninsular exerceu as funções de governador e capitão general dos Açores, cargo para o qual foi nomeado a 24 de Março de 1806. Desembarcou em Angra, então a capital da Capitania Geral dos Açores, a 4 de Maio daquele ano, tomando posse no dia 10 daquele mês.
Logo que chegou às ilhas teve de enfrentar a crise de fome que em 1806 afligiu a ilha de São Miguel e depois as consequências da profunda crise política de 1807 e 1808, resultante da contenda com a França Napoleónica e a consequente invasão francesa de Portugal e partida da Corte portuguesa para o Brasil. 
O seu governo nos Açores foi caracterizado por uma tentativa de dar maior rigor à governação municipal e de restaurar alguns dos privilégios da aristocracia local, entre os quais o exclusivo do exercício dos cargos camarários.
Os seus actos como governador e capitão-general dos Açores foram alvo de diversas críticas por parte de um jornalista inglês, redactor da Chronica Naval para o Anno de 1813, editada em Londres. Publicou então em sua defesa um folheto.
Após deixar o cargo, em 1810, manteve a sua residência na ilha Terceira, sem retornar imediatamente a Lisboa, aparentemente por discordar da ingerência britânica nos assuntos portugueses e da persistente incompetência da Junta de Governo que naquela cidade substituía a Corte refugiada no Brasil.
A sua passagem pelo governo dos Açores não lhe deixou boa imagem da sociedade açoriana do tempo, já que ao ser consultado sobre a situação social nos Açores, respondeu com um comentário duro em que evidencia a sua adesão aos ideais do iluminismo. Nele é feita a seguinte análise:
"[…] a ignorância é grande e lamentável assim entre o Clero como entre a Nobreza […], […] não é menor a do Povo, entre o qual poucas pessoas há que saibam ler e escrever, nem ainda com imperfeição. As Escolas de primeiras Letras são pouco frequentadas pelo Povo, não obstante haver número delas suficiente […], que são pagas pelo Rendimento do Subsídio Literário. As de Retórica e Filosofia Racional e Moral nada o são, e tanto assim que na cidade de Angra nunca teve Discípulos o Professor de Filosofia em todo o tempo do meu Governo, ao de Retórica, [parece], raras vezes, e sem aproveitamento algum. A gente Nobre, excepto algum sujeito que se destina para o Estado Clerical, não se aplica a coisa alguma útil e aqueles assim dentre os Nobres como dentre os plebeus que para o Estado Clerical Secular ou Regular se destinam, apenas se contentam em aprenderem imperfeitamente a Gramática da Língua Latina; e nos Conventos não há estudo algum de Ciências Eclesiásticas que possam merecer a denominação de Regulares e menos de sólidos. É portanto grande e lastimosa a ignorância do Clero, Nobreza e Povo das Ilhas dos Açores e inútil pela preguiça do mesmo Clero, Nobreza e Povo a considerável despesa que Vossa Majestade anualmente faz com os Professores Régios das mesmas Ilhas e mui necessário que Vossa Majestade ocorra com oportunas Providências que a removam, como por exemplo a ereção do Seminário Episcopal para a Educação e Instrução do Clero Secular; Reforma da Disciplina Regular e de Estudos entre os Regulares; erecção de casas de Educação para as pessoas de ambos os sexos e principalmente para os órfãos, dentre os quais as pessoas do sexo feminino, por falta das ditas casas, apenas chegam à puberdade, se entregam à mais escandalosa depravação de costumes, e as do sexo masculino a todos os mais vícios de que ele é capaz e para os quais mais propende por falta de boa educação ou de meios [honestos?] para se empregar e para por eles granjear sustento e fugir do ócio."
Casou a 21 de Junho de 1815, com sua sobrinha, D. Maria José de Albuquerque, que nascera a 24 de Março de 1798, filha de Domingos de Albuquerque Coelho de Carvalho, moço fidalgo com exercício na Casa Real, comendador da Ordem de Cristo, e de sua mulher, D. Maria Antónia de Melo, com quem teve vários filhos, dentro dos quais: D. Maria, falecida em idade menor a 17 de Abril de 1827, na rua das Janelas Verdes, freguesia de Santos-o-Velho, sendo sepultada no Convento de Santo António dos Capuchos.
Em 1816 foi nomeado para vogal do Conselho da Fazenda, a que se seguiu, dois anos depois, carta conferindo-lhe os privilégios de desembargador.
Em 1817 nasceu-lhe o primeiro filho, a que se seguiram outros em 1820 e 1823.
Em 1823, Após a Vilafrancada, foi nomeado presidente do Real Erário e fez parte da comissão que D. João VI nomeou, depois de restaurado no uso dos poderes de rei absoluto, para estudar um projecto Carta Constitucional para o Reino de Portugal. Apesar daquela comissão não ter concluído os seus trabalhos, a sua contribuição foi publicada em Paris, no ano de 1827, com algumas alterações ditadas pela evolução posterior da vida política portuguesa. A publicação saiu sem o seu nome e com algumas alterações ao texto original.
A 15 de Janeiro de 1825 foi nomeado Ministro e Secretário de Estado dos Negócios da Fazenda e ministro interino dos Negócios Estrangeiros (a partir de 26 de Janeiro). Exerceu aqueles cargos até 4 de Setembro de 1825, data em que foi interinamente substituído por António de Saldanha da Gama, o 1.º conde de Porto Santo. Nesse período foi também presidente do Real Erário. 
O Governo era liderado por Correia de Lacerda, que ocupava a pasta do Reino, e por Fernando Luís Pereira de Sousa Barradas (1757-1841), na pasta da Justiça. Eram ambos membros da Maçonaria. Na constituição do governo, os franceses perderam força em Lisboa, ficando reduzida a influência de Hyde de Neuville na política portuguesa. Foi então claro o predomínio da corrente pró-britânica, que liderada pelo embaixador britânico William A'Court, barão de Heytesbury, passou a determinar o curso da governação  através de Francisco Furtado de Castro do Rio de Mendonça e Faro, o 2.º conde de Barbacena. A principal medida do gabinete foi a emissão de uma carta-patente reconhecendo a independência do Brasil. Em resultado da sujeição aos interesses britânicos, o governo obrigado a reconhecer Charles Stuart como plenipotenciário da parte portuguesa nas negociações com o governo do Rio de Janeiro,  o qual assinou em 29 de Agosto daquele ano, em representação de Portugal, o tratado do Rio de Janeiro reconhecendo o Brasil como Estado soberano.
Enquanto titular do departamento governamental encarregue da gestão das finanças públicas, procedeu a uma reforma da Junta dos Juros, que pelo Alvará de 31 de Maio de 1825 passou a funcionar sem depender do Real Erário. Aquela Junta era presidida pelo Ministro e Secretário de Estado dos Negócios da Fazenda, o qual propunha à aprovação régia os seis deputados (dois negociantes, dois funcionários da Fazenda e dois magistrados) que a integravam. Apesar da alteração na sua composição, a Junta dos Juros manteve as suas competências na cobrança, fiscalização e arrecadação das suas receitas e no pagamento de encargos da dívida pública. Por sua iniciativa a Junta foi transferida para o Palácio dos Estaus, no Rossio, já que até então estivera instalada no antigo edifício das Companhias do Grão-Pará e Maranhão, Pernambuco e Paraíba. 
Foi-lhe concedido o título de conde de Murça, de jure e herdade, por decreto do rei D. João VI de Portugal, datado de 6 de Fevereiro de 1826. Naquele mesmo ano foi elevado a Par do Reino vitalício, integrando a primeira Câmara dos Pares que houve em Portugal.
Após a sua passagem pelo Governo, afastou-se da vida política, não tendo participado directamente nas grandes convulsões sociais e políticas que levaram à Guerra Civil Portuguesa. Ainda assim, mantive os cargos de conselheiro do Conselho da Fazenda, conselheiro de Sua Majestade e conselheiro da Casa das Rainhas.
Faleceu aos 69 anos de idade, a 7 de Agosto de 1836, na Rua Direita de Santos, freguesia de Santos-o-Velho da cidade de Lisboa. Além do foro de moço fidalgo com exercício no Paço, detinha as honras de 14.º senhor de Murça e Castro Daire, senhor do morgado da Figueira e comendador de Santa Maria de Freixas, na Ordem de Cristo. Foi sócio honorário da Academia Real das Ciências de Lisboa.
Está sepultado no Cemitério dos Prazeres.